# Zienerbichl

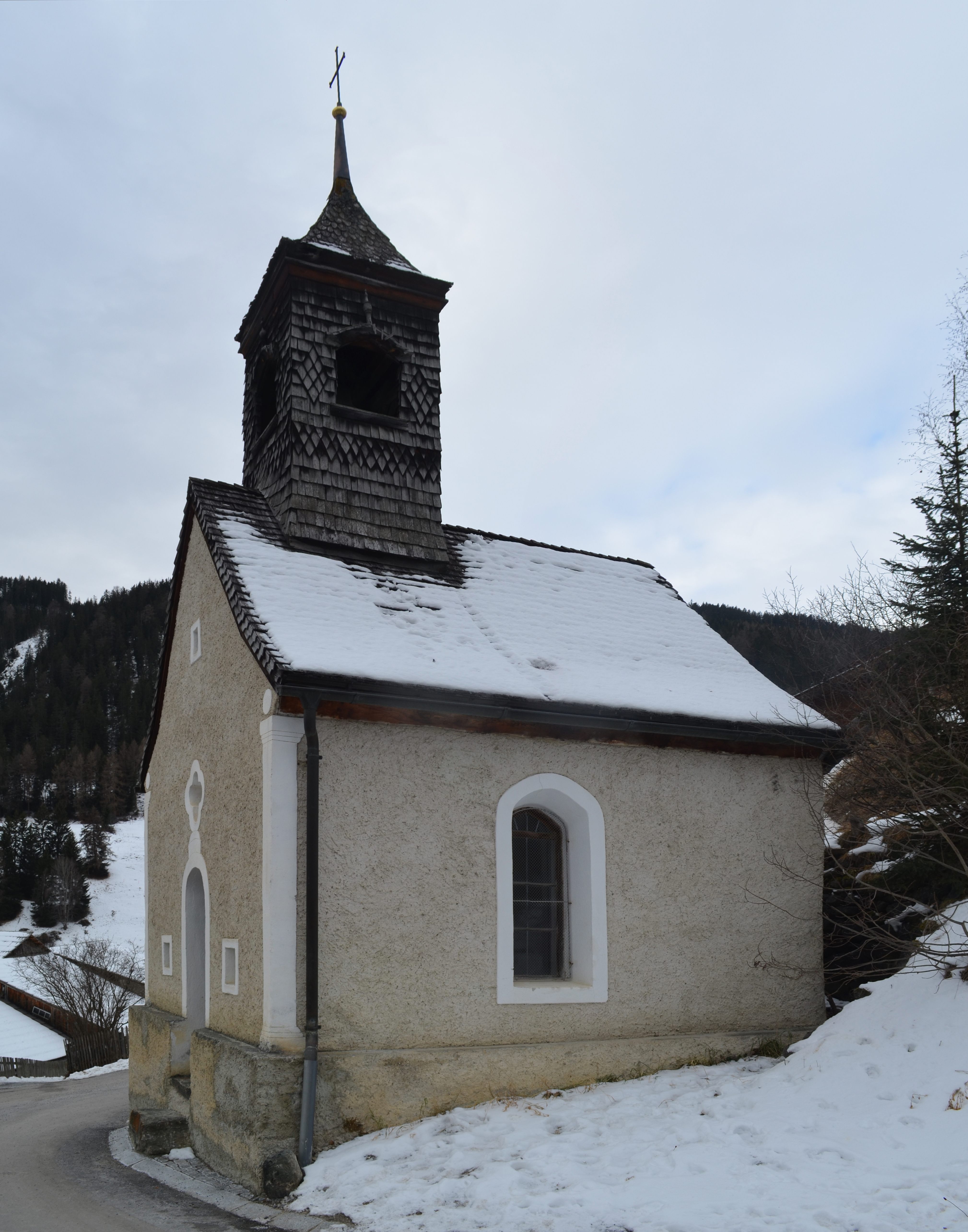
Kapelle hl. Zeno

Der Zienerbichl (ugs.) oder Zenobichl (ugs.), eigentlich Hügel St. Zeno genannt, ist eine markante Erhebung im Südwesten der Tiroler Gemeinde Serfaus. Er wurde schon in regionalen Sagen mit dem Standort eines „Raubritterschlosses“ in Verbindung gebracht. Der Name stammt von der früher auf dem Hügel gelegenen St.-Zeno-Kapelle, welche mit dem Patrozinium des Bischofs Zeno zusammenhängt. Die Kapelle wurde 1813 demoliert und 1843 an einer anderen Stelle nördlich des Hügels neu gebaut.

## Erste Funde und Notgrabung
1972 stieß man bei Hausbauarbeiten der Familie Tschugmall auf Mauerstrukturen und Kulturschichten, die auf eine mittelalterliche Bautätigkeit auf dem Zienerbichl hindeuten. Bei der darauffolgenden Notbergung im selben Jahr, wurden aber auch Fragmente einer spätrömischen Reibschale geborgen.
Die Verlegung eines Fernsehkabels im Jahre 1989 beförderte weitere Relikte, vor allem mittelalterliche Ofenkacheln ans Tageslicht.
Die Auswertung der Kleinfunde aus der Notbergung von 1972 ergab weitere interessante Ergebnisse. Die 14C – Datierungen der Holzkohleproben aus einer Brandschicht deuten auf das 3. / 4. Jh. n. Chr. hin.
Weiters wurden die im Tiroler Landesmuseum Ferdinandeum in Innsbruck befindlichen Tierknochenreste vom Zienerbichl genauer untersucht. Bei den Überresten handelt es sich um relativ jung geschlachtete Schafe, Ziegen, Schweine und Rinder. Ebenso stellte sich heraus, dass einige der Knochen menschliche Überreste sind. So erkannten die Forscher einzelne Knochen als Fragmente vom Schädel und der oberen und unteren Extremitäten, die vermutlich von einem männlichen Individuum im Alter von 25 und 45 Jahren stammen. Die 14C-Datierung ergab vermutliches Todesdatum um 1200 n. Chr.

## Grabungskampagne 2000–2001
Durch die geplante Erweiterung des Anwesens der Familie Tschugmall war es den Archäologen möglich, die Kuppe des Zienerbichls genauer unter die Lupe zu nehmen.
Die Grabungen unter der Leitung von Thomas Reitmeier wurden im Herbst 2000 und Juli 2001 durchgeführt.

### Mittelalterliche Befunde
Dabei konnten die Reste von drei Mauerzügen ergraben werden. An der Südseite des Hanges ergab sich eine ca. 6 m lange, zweilagige und gemörtelte Mauer. Eine Nord-Süd verlaufende Mauer (durch den modernen Hausbau 1972 großteils abgebaggert) mündet in der Nordost-Ecke in eine ca. 7 m lange Ost-West Mauer. Das Mauerwerk weist eine Stärke von 150 bis 190 cm auf und wurde bedingt lagenhaft geschichtet.
Durch diese Mauerstrukturen ergibt sich ein trapezförmiger Innenraum eines vermutlich turmartigen Gebäudes.
In diesem Innenraum fand sich unter der Versturzschicht eine partiell verziegelte Schicht mit einer massiven Holzkohle-Ascheschicht.
Darin kamen zahlreiche Kleinfunde wie Ofenkacheln, Spinnwirtel, Nuppenbecher, Buntmetall- und Eisenobjekte zum Vorschein, welche eine Datierung dieses Horizontes auf das 13. Jh. n. Chr. nahelegen.
Außerdem konnte durch Estrichreste an den Mauerwangen das vermutliche Gehniveau fixiert werden.
All diese Befunde und schriftlichen Quellen lassen die Archäologen auf den Bau eines mittelalterlichen Adelssitzes auf dem Zienerbichl schließen. Auf Grund des stratigraphischen Befundes wird jedoch die Belegdauer als relativ kurz angenommen und eine gewaltsame Zerstörung der Anlage nicht ausgeschlossen.

### Spätantike Befunde
Neben den schon vorhin erwähnten Fragmenten einer spätantiken Reibschale wurden in einer weiteren Kulturschicht nordwestlich des Turmfundamentes vermehrt spätantike Relikte geborgen.
Darunter befand sich neben dem Bruchstück eines Lavezgefäßes und Wandstücken von Gefäßen aus nordafrikanischen Töpfereien (sog. terra sigillata chiara) auch das Fragment einer Schüssel mit Ratterdekor. Diese Schüssel wurde aus Kleinasien importiert und wird in die 2. Hälfte des 5. Jh. n. Chr. datiert.
Solche Überreste zeigen uns die noch funktionierenden Handelsverbindungen in einer mit Krisen und starken Veränderungen behafteten Zeit.
Des Weiteren deuten die Befunde auf eine befestigte Höhensiedlung der Spätantike hin, welche an einer Nebenstrecke der Via Claudia Augusta lag.

## Museum Refugium
Das Archäologie-Museum Refugium St. Zeno (auch kurz Refugium) ist als Schutzbau konzipiert und steht über den gefundenen Mauerresten des vermutlich turmartigen Gebäudes. Im Ausstellungsraum werden die Objektfunde präsentiert. Das Konzept für das Museum stammt von Margarethe Greiner.